# Сен-Готард
Сен-Гота́рд (нем. Gotthardpass, итал. Passo del San Gottardo, фр. Col du Saint-Gothard) — самый важный горный перевал Швейцарских Альп, причисляется к Лепонтинским Альпам, тянется с запада-юго-запада на восток-северо-восток по границе кантонов Вале, Ури, Граубюндена и Тичино; длина его 32-48 км, ширина 10-12 км, площадь около 440 кв. км, высота 2108 м; южный склон его крутой, северный представляет отлогий скат.
Широкая вырезка Готардского прохода разделяет его на две части: западную — более высокую и богатую ледниками, восточную — более дикую и скалистую. В первой более важные вершины — Пиццо Ротондо (3197 м), Пиц Луцендро (2959 м), Фиббиа (2742 м) и Мутгорн (3103 м). Из ледников важнейшие: Виттенвассерский, Муттенский и Геренский. Из вершин восточной части важнейшие: Монте Проза (2738 м), часто посещаемая Пиццо Централе (3003 м) и Бадус (2931 м).
Самый значительный водораздел Швейцарии, Сен-Готард своими многочисленными ледниками и озёрами питает много рек:
- его северный и восточный склоны шлют свои воды рекам Ройс и Переднему Рейну,
- южный склон — реке Тичино,
- западный — реке Роне.

Озёра Готарда невелики и большею частью окружены голыми отвесными скалами; часто они представляют просто торфяные болота. Из озёр особенно известны по своей красоте озера долины Валь Пиора, из которых наибольшее — Лаго Ритом (1829 м).
Именно через перевал Сен-Готард русский полководец Александр Суворов совершил свой знаменитый переход через Альпы, при этом русские войска с боем взяли Чёртов мост.